# Álvaro Guillot
Álvaro Enrique Guillot Jalabert (Montevideo, Uruguay, 15 de julio de 1868 - Montevideo, Uruguay, 1 de mayo de 1912) fue un jurista, magistrado y político uruguayo. 
Se desempeñó como miembro del Consejo de Estado en 1898-1899 y como diputado en tres legislaturas sucesivas en 1899-1907. 
Fue el primer ministro del Interior entre 1907 y 1908 luego de adoptar ese ministerio su actual nombre, y culminó su actuación pública como Fiscal de Corte a partir de 1908 hasta su muerte a los 43 años, siendo también el primer titular de dicho puesto. 
Fue asimismo un destacado jurista en el área del Derecho Civil.

## Primeros años
Nació en Montevideo el 15 de julio de 1868, hijo de Ignacio Guillot y Grillo y de Dolores Jalabert, ambos uruguayos. Fue bautizado el 27 de agosto del mismo año en la Iglesia Matriz.
Se graduó como doctor en Jurisprudencia en la Universidad Mayor de la República en el año 1892, con una tesis sobre el Estado y la declaración de quiebra.

## Consejo de Estado
Adherente al Partido Colorado, el 10 de febrero de 1898 fue nombrado integrante del Consejo de Estado creado por el presidente Juan Lindolfo Cuestas para reemplazar al Parlamento disuelto por el golpe de Estado de dicha fecha.

## Cámara de Diputados
En las elecciones del 27 de noviembre de 1898 fue electo diputado por Maldonado para la 20° legislatura (1899-1902).
En las elecciones del 25 de noviembre de 1901 fue electo diputado suplente por Montevideo para la 21° legislatura (1902-1905). Al renunciar los titulares, Guillot fue convocado a la Cámara en marzo de 1902, ocupando la banca durante el resto del período.
En las elecciones del 22 de enero de 1905 fue reelecto diputado titular por Montevideo para la 22° legislatura (1905-1908), banca que ocupó hasta asumir como ministro del Interior en 1907. Fue entonces reemplazado en la misma por Conrado F. Rucker luego de la declinatoria de Eugenio Lagarmilla.

## Ministerio del Interior
Por ley (más tarde numerada como 3.147), promulgada el 12 de marzo de 1907, a instancias del nuevo presidente Claudio Williman, se dieron nuevas denominaciones a algunos ministerios del Poder Ejecutivo. El hasta entonces Ministerio de Gobierno, cuyo nombre se remontaba a los comienzos de la independencia del país, fue rebautizado como Ministerio del Interior, denominación que conserva hasta la actualidad.
El 16 de marzo de 1907 Guillot fue designado por Williman como ministro del Interior, asumiendo el cargo el 18 de marzo. Fue, por consiguiente, el primer titular del Ministerio del Interior bajo tal nombre.
Ocupó dicha cartera durante un año y cuatro meses.

## Fiscalía de Corte
El 28 de octubre de 1907 se promulgó finalmente -con las firmas de Williman y de Guillot como ministro del Interior- la ley (más tarde numerada como 3.246), que creó la Alta Corte de Justicia (desde 1934 denominada Suprema Corte de Justicia). El artículo 10 de dicha ley creó el cargo de Fiscal de Corte y Procurador General de la Nación, con la función de intervenir en las causas tramitadas ante la Alta Corte de Justicia. 
El presidente Williman se proponía designar en dicho cargo a Guillot, pero no contando este todavía con cuarenta años cumplidos de edad como lo exigía como requisito el mencionado artículo 10 de la ley, debió esperar unos meses sin proveer el cargo, encargando del despacho interinamente al Fiscal de Hacienda, Juan Gil.
Una vez que Guillot cumplió la edad legalmente requerida en julio de 1908, Williman formalizó su propuesta de designación como Fiscal de Corte, presentando renuncia al Ministerio del Interior el 31 de julio de 1908.
Concedida la venia correspondiente por la Comisión Permanente, el 5 de agosto de 1908 Guillot fue nombrado Fiscal de Corte, tomando posesión el 8 de agosto como el primer magistrado en ocupar dicho puesto con carácter titular.
Conforme a la norma legal de su creación, el Fiscal de Corte duraría en el cargo "todo el tiempo de su buena comportación" y el único límite era el impuesto a todos los fiscales en el artículo 36 al alcanzar los 70 años de edad, por lo que en principio Guillot se encontraba en condiciones de ocupar el puesto durante treinta años, hasta 1938. Sin embargo, no llegaría a completar los cuatro años en el mismo.

## Etapa final y fallecimiento
En marzo de 1911 solicitó licencia en su cargo por seis meses y se embarcó en un largo viaje a Europa, quedando la Fiscalía de Corte interinamente a cargo del Fiscal en lo Civil de Segundo Turno, Abel Pinto.
Tras obtener sucesivas prórrogas de su licencia, Guillot finalmente se reintegró al cargo al final del año 1911, pero falleció pocos meses después, el 1 de mayo de 1912, con solo 43 años de edad.
El Parlamento le rindió homenaje y, a propuesta del presidente José Batlle y Ordóñez, se aprobó una ley rindiéndole honores de ministro y disponiendo que los gastos del sepelio serían costeados por el Estado.
Fue sucedido como Fiscal de Corte por Victoriano Martínez.

## Obra jurídica
Guillot fue catedrático de Derecho Civil en la Facultad de Derecho de la Universidad de la República.En los Anales de la Universidad inició en 1895 la publicación de su obra jurídica más importante, "Comentarios del Código Civil", siendo el primer jurista en Uruguay en emprender el comentario de la totalidad del Código Civil (aprobado en 1868, el mismo año de su nacimiento) en forma exegética. A partir de 1896 publicó varios volúmenes de dicha obra, la que quedó inconclusa por su fallecimiento.
En forma póstuma se publicaron nuevas ediciones de la misma, que continúa siendo utilizada y citada en el ámbito jurídico uruguayo hasta la actualidad, especialmente el tomo dedicado al estudio de la posesión y la reivindicación.

## Otras actividades
Fue vocal de la Dirección de Instrucción Pública entre 1896 y 1898.
Fue asimismo presidente del Ateneo de Montevideo.
Solo dos días antes de fallecer había sido nombrado miembro del Consejo de la Asistencia Pública Nacional.

## Vida personal y descendencia
Poco después de su muerte el Parlamento aprobó una pensión graciable para su madre, su esposa y sus hijos menores de edad.
Su viuda Sara Muñoz Rivera le sobrevivió durante 47 años y falleció en febrero de 1959.
Sus hijos Gervasio Guillot Muñoz y Álvaro Guillot Muñoz, gemelos nacidos en 1897, alcanzaron renombre como escritores, en tanto que su nieto Gervasio Guillot Martínez fue magistrado judicial, llegando a integrar la Suprema Corte de Justicia entre 1998 y 2003.